# Ranunculus nivalis
Ranunculus nivalis L. – gatunek rośliny z rodziny jaskrowatych (Ranunculaceae Juss.). Występuje naturalnie w Norwegii (także na Svalbardzie), północnych częściach Szwecji, Finlandii i Rosji, na Grenlandii, w Kanadzie oraz na Alasce. 

## Morfologia

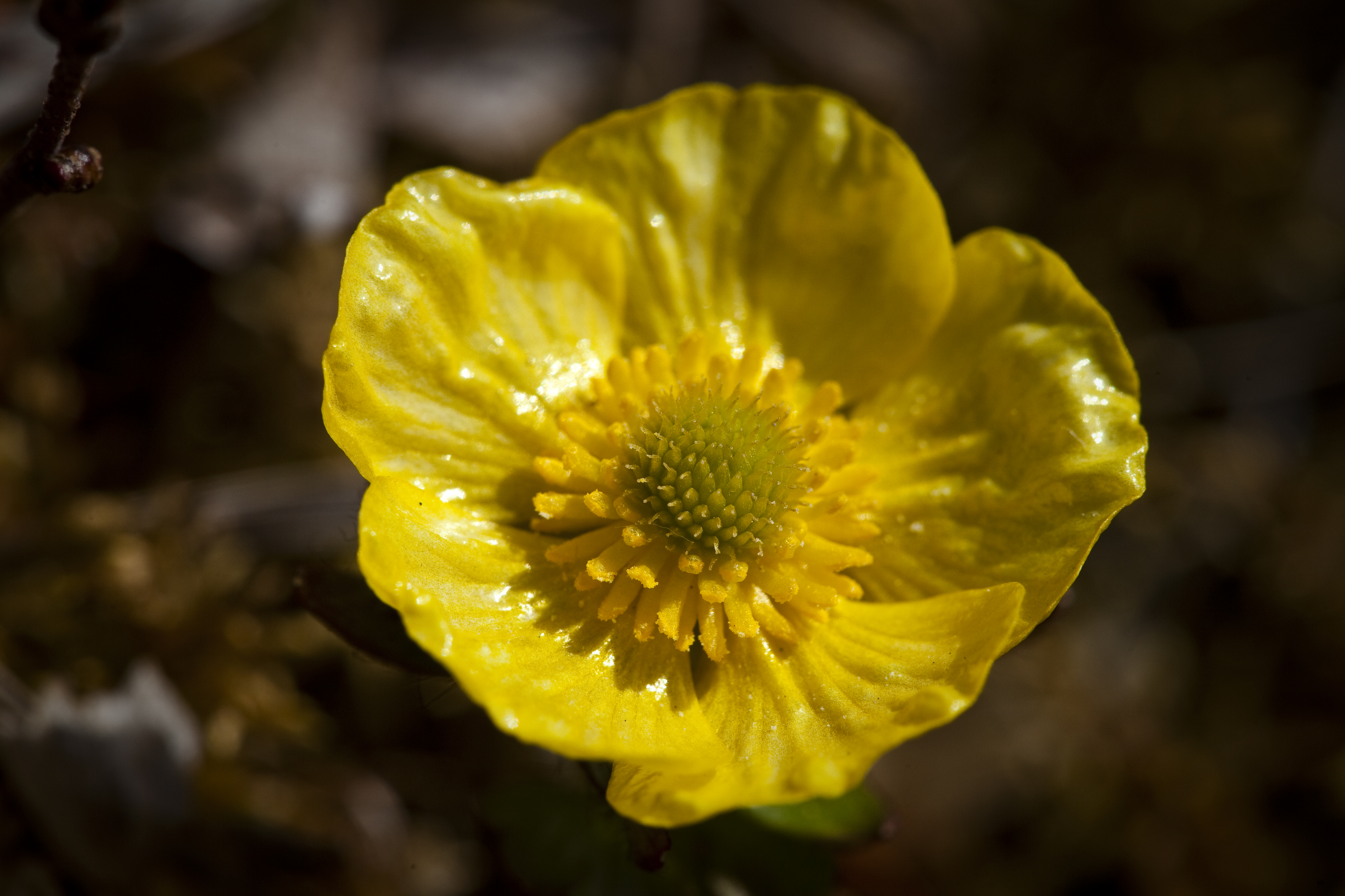
Kwiat

PokrójBylina o mniej lub bardziej owłosionych pędach. Dorasta do 4–22 cm wysokości. Łodyga jest wyprostowane, słabo rozgałęziona.
LiścieSą naprzemianległe. Liście odziomkowe są trójdzielne. Mają nerkowaty kształt. Mierzą 0,5–2 cm długości oraz 1,5–3 cm szerokości. Nasada liścia ma sercowaty lub ucięty kształt. Osadzone są na długich ogonkach liściowych. Liście łodygowe są potrójnie klapowane. Klapy mają eliptycznie wąsko łyżeczkowaty kształt. Są siedzące.
KwiatySą pojedyncze, promieniste. Pojawiają się na szczytach pędów. Dorastają do 18–28 mm średnicy. Mają 5 eliptycznych działek kielicha, które są pokryte brązowymi włoskami. Dorastają do 6–8 mm długości. Mają 5 owalnych i żółtych płatków o długości 8–11 mm. Dno kwiatowe ma 1,5–5 mm średnicy. Jest nagie lub pokryte jasnymi włoskami na obrzeżach. Ma liczne pręciki.
OwoceNagie niełupki o długości 1–2 mm. Tworzą owoc zbiorowy – wieloniełupkę o cylindrycznym kształcie i dorastającą do 5–6 mm długości.
Gatunki podobneRoślina jest podobna do R. sulphureus, ale różnią się liśćmi odziomkowymi.

## Biologia i ekologia
Rośnie w tundrze, na terenach skalistych, morenach oraz w miejscach, gdzie zalega śnieg. Występuje na wysokości do 1550 m n.p.m. Kwitnie od czerwca do sierpnia. 